# Ensayos del Estanque de los Sueños

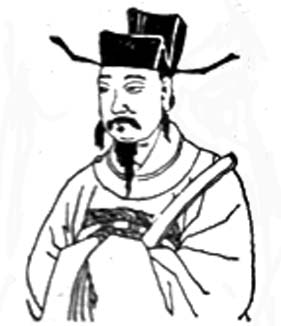
Shen Kuo (沈括) (1031–1095 d. C.)

Los Ensayos del Estanque de los Sueños o Ensayos del Torrente de los Sueños (Dream Pool Essays o Dream Torrent Essays) fue un extenso libro escrito por el polímata y estadista chino Shen Kuo (1031-1095) hacia 1088, durante la dinastía Song (960-1279) de China. Aunque Shen era un funcionario del gobierno y un general militar de gran renombre, compiló esta enorme obra escrita mientras estaba prácticamente aislado en su fastuosa finca con jardín cerca de la actual Zhenjiang, provincia de Jiangsu. Llamó al libro por el nombre que le dio a su finca, el "Arroyo de los Sueños". La traducción literal del nombre es "Charlas de pinceles desde el arroyo de los sueños", y se cita a Shen Kuo diciendo:

Como sólo tenía mi pincel de escribir y mi plancha de tinta para conversar, lo llamo Charlas de pinceles.

## Historia
Como señala el historiador Chen Dengyuan, gran parte de la obra escrita de Shen Kuo probablemente fue depurada bajo el liderazgo del ministro Cai Jing (1046–1126). Por ejemplo, solo quedan seis de los libros de Shen, y cuatro de ellos han sido alterados significativamente desde el momento en que fueron escritos por el autor. The Dream Pool Essays se citó por primera vez en una obra escrita en chino de 1095 d. C., mostrando que incluso hacia el final de la vida de Shen, su último libro se estaba publicando ampliamente. El libro tenía originalmente 30 capítulos, sin embargo, la edición de un autor chino desconocido de 1166 d. C. editó y reorganizó el trabajo en 26 capítulos. Hay una copia sobreviviente de esta edición de 1166 que se encuentra ahora en Japón, mientras que también se produjo una reimpresión en chino en 1305. En 1631 se imprimió otra edición, pero se reorganizó en gran medida en tres amplios capítulos.

## Traducciones recientes
- Inglés: Brush Talks from Dream Brook (dos volúmenes) es la primera traducción completa de Meng Xi Bi Tan (梦溪笔谈) por Wang Hong y Zhao Zheng, publicada en 2008 por la Editorial del Pueblo de Sichuan, China.

- Chino vernáculo moderno: el trabajo biográfico de Zhang Jiaju, Shen Kuo (1962)[6] contiene traducciones seleccionadas del Dream Pool Essays del chino medio.
- Inglés: varios volúmenes de la serie Science and Civilization in China de Joseph Needham, desde 1954 en adelante, contienen una gran cantidad de traducciones al inglés seleccionadas del Dream Pool Essays.[7]
- Francés: extractos citados de Dream Pool Essays se imprimieron en la obra escrita de J. Brenier en 1989[8] así como en J.F. Billeter en 1993.[9]

- Alemán: traducción completa en Shen Kuo: conversaciones de cepillo en el arroyo de los sueños. Todo el conocimiento de la China antigua, traducido y editado por Konrad Herrmann, publicado en 1997 por Diederichs Verlag Munich (Serie amarilla Magnum, vol. I).

- Japonés: el Seminario de Historia de la Ciencia del Instituto de Investigación en Humanidades (Jimbun Kagaku Kenkyusho) de la Universidad de Kioto preparó una traducción de la edición china de 1166, impresa por el autor Humeral Karakorum en su edición de tres volúmenes de Bokei hitsudan (1978-1980) 1981).[7]

## Citas

### Teoría geológica
Con los escritos de Shen sobre fósiles, geomorfología y climas geográficos cambiantes, afirma en los siguientes pasajes:

En el período del reinado de Zhi-ping [1064–67 d. C.], un hombre de Zezhou estaba cavando un pozo en su jardín y desenterró algo con forma de serpiente o dragón retorciéndose. Le asustó tanto que no se atrevió a tocarlo, pero después de algún tiempo, al ver que no se movía, lo examinó y encontró que era de piedra. La gente del campo ignorante lo rompió, pero Zheng Boshun, que era magistrado de Jincheng en ese momento, se apoderó de una gran parte en la que se veían marcas en forma de escamas exactamente como las de una criatura viviente. Así, una serpiente o algún tipo de serpiente marina ( chhen ) ciertamente se había convertido en piedra, como sucede con los 'cangrejos de piedra'.

En los últimos años [cca. 1080] hubo un deslizamiento de tierra en la orilla de un gran río en Yong-ning Guan, cerca de Yanzhou. El banco se derrumbó, abriendo un espacio de varias decenas de pies, y así bajo el suelo se reveló un bosque de brotes de bambú. Contenía varios cientos de bambú con sus raíces y troncos todos completos, y todos convertidos en piedra ... Ahora los bambúes no crecen en Yanzhou. Se encontraban a varias docenas de pies por debajo de la superficie actual del suelo, y no sabemos en qué dinastía podrían haber crecido. Quizás en tiempos muy antiguos el clima era diferente por lo que el lugar era bajo, húmedo, lúgubre y apto para bambúes. En el Jin-hua Shan en Wuzhou hay piñas de pino piñonero y piedras formadas a partir de pepitas de melocotón, raíces de junco de piedra, peces de piedra, cangrejos, etc., pero como todos estos son productos autóctonos (modernos) de ese lugar, la gente no se sorprende mucho de ellos. Pero estos bambúes petrificados aparecieron bajo tierra tan profundamente, aunque hoy no se producen en ese lugar. Esto es algo muy extraño.

### Astronomía
Cuando el director del Observatorio Astronómico le preguntó a Shen Kuo si las formas del sol y la luna eran redondas como bolas o planas como abanicos, Shen Kuo explicó su razonamiento para lo primero:

Si fueran como bolas, seguramente se obstruirían entre sí cuando se encontraran. Respondí que estos cuerpos celestes eran ciertamente como bolas. Cómo sabemos esto? Por la luna creciente y menguante. La luna misma no emite luz, sino que es como una bola de plata; la luz es la luz del sol (reflejada). Cuando se ve el brillo por primera vez, el sol (la luz pasa casi) al lado, por lo que solo el lado está iluminado y parece una media luna. Cuando el sol se aleja gradualmente, la luz brilla oblicuamente y la luna está llena, redonda como una bala. Si la mitad de una esfera se cubre con polvo (blanco) y se mira desde un lado, la parte cubierta se verá como una media luna; si se mira de frente, parecerá redondo. Así sabemos que los cuerpos celestes son esféricos.

Cuando el director del observatorio astronómico le preguntó a Shen Kuo por qué los eclipses ocurrían solo de forma ocasional mientras estaban en conjunción y oposición una vez al día, Shen Kuo escribió:

Respondí que la eclíptica y el camino de la luna son como dos anillos, uno sobre el otro, pero distantes un poco. (Si esta oblicuidad no existiera), el sol se eclipsaba siempre que los dos cuerpos estuvieran en conjunción, y la luna se eclipsaba siempre que estuvieran exactamente en su posición. Pero (de hecho) aunque pueden ocupar el mismo grado, los dos caminos no están (siempre) cerca (el uno del otro) y, por lo tanto, naturalmente los cuerpos no se (entrometen) entre sí.

Sobre el uso del tubo de observación para fijar la posición de la estrella polar, Shen Kuo escribió:

Antes de la época de Han se creía que la estrella polar estaba en el centro del cielo, por lo que se la llamó Jixing (estrella de la cumbre). Zu Geng (-zhi) descubrió con la ayuda del tubo de observación que el punto en el cielo que realmente no se mueve estaba a un poco más de 1 grado de la estrella de la cumbre. En el período del reinado de Xining (1068-1077) acepté la orden del emperador de hacerse cargo de la Oficina del Calendario. Luego traté de encontrar el verdadero polo por medio del tubo. La primera noche noté que la estrella que se podía ver a través del tubo se movía después de un tiempo fuera del campo de visión. Me di cuenta, por tanto, de que el tubo era demasiado pequeño, así que aumenté el tamaño del tubo por etapas. Después de tres meses de pruebas, lo ajusté para que la estrella girara y girara dentro del campo de visión sin desaparecer. De esta manera descubrí que la estrella polar estaba distante del polo verdadero algo más de 3 grados. Solíamos hacer los diagramas del campo, trazando las posiciones de la estrella desde el momento en que entró en el campo de visión, observando después del anochecer, a la medianoche y temprano en la mañana antes del amanecer. Doscientos de estos diagramas mostraban que la 'estrella polar' era en realidad una estrella circumpolar. Y esto lo dije en mi informe detallado al emperador.

### Impresión de tipos móviles
Sobre los métodos de la invención de Bi Sheng de la impresión de tipos móviles entre los años 1041 a 1048 d. C., Shen Kuo escribió:

[Bi Sheng] tomó arcilla pegajosa y cortó en ella caracteres tan delgados como el borde de una moneda. Cada personaje formaba, por así decirlo, un solo tipo. Los horneó en el fuego para endurecerlos. Previamente había preparado un plato de hierro y lo había cubierto con una mezcla de resina de pino, cera y cenizas de papel. Cuando quiso imprimir, tomó un marco de hierro y lo puso sobre la placa de hierro. En esto colocó los tipos, colocados muy juntos. Cuando el marco estaba lleno, el conjunto formaba un bloque sólido de tipos. Luego lo colocó cerca del fuego para calentarlo. Cuando la pasta [en la parte de atrás] se derritió ligeramente, tomó una tabla lisa y la presionó sobre la superficie, de modo que el bloque de tipo se volviera tan uniforme como una piedra de afilar. Si uno imprimiera solo dos o tres copias, este método no sería ni simple ni fácil. Pero para imprimir cientos o miles de copias, fue maravillosamente rápido. Como regla, mantuvo dos formularios en funcionamiento. Mientras se producía la impresión de un formulario, el tipo se colocaba en el otro. Cuando terminó la impresión de un formulario, el otro estaba listo. De esta forma se alternaron las dos formas y la impresión se realizó con gran rapidez.

### Creencias y filosofía personales
Sobre el taoísmo y la incapacidad de la ciencia empírica para explicar todo en el mundo, Shen Kuo escribió:

Aquellos en el mundo que hablan de las regularidades subyacentes a los fenómenos, al parecer, logran aprehender sus toscas huellas. Pero estas regularidades tienen un aspecto muy sutil, que aquellos que se basan en la astronomía matemática no pueden conocer. Aún así, incluso estos no son más que rastros. En cuanto a los procesos espirituales descritos en el [Libro de cambios] que "cuando son estimulados, penetran en todas las situaciones del reino", las meras huellas no tienen nada que ver con ellos. Este estado espiritual mediante el cual se alcanza el conocimiento previo difícilmente puede buscarse mediante cambios, de los cuales, en cualquier caso, sólo se pueden lograr los más crudos. Lo que he llamado el aspecto más sutil de estos rastros, aquellos que discuten los cuerpos celestes intentan conocer dependiendo de la astronomía matemática; pero la astronomía no es más que el resultado de una conjetura.

### Disertación sobre elManual de Carpintería
A continuación se presentan dos pasajes del libro de Shen que describen los conceptos básicos contenidos en el Manual de Carpintería de Yu Hao. Yu Hao era un arquitecto chino del anterior décimo, y Kuo fue uno de los que elogió su trabajo. En la primera cita, Shen Kuo describe una escena en la que Yu Hao le da consejos a otro arquitecto artesano sobre los puntales inclinados para apuntalar el viento en diagonal:

Cuando el Sr. Qian (Wei-yan) era gobernador de las dos provincias de Zhejiang, autorizó la construcción de una pagoda de madera en el Fan-tian Si (Brahma -Templo del Cielo) en Hangzhou con un diseño de dos tres pisos. Mientras estaba en construcción, el general Chhien subió a la cima y estaba preocupado porque se balanceaba un poco. Pero el maestro constructor explicó que como aún no se habían colocado los azulejos, la parte superior todavía estaba bastante ligera, de ahí el efecto. Entonces pusieron todas las baldosas, pero el vaivén continuó como antes. Al estar en una pérdida qué hacer, envió a su esposa de forma privada para ver la esposa de Yu Hao con un presente de alfileres de oro para el cabello y pregunto acerca de la causa del movimiento. (Yu) Hao se rió y dijo: 'Eso es fácil, solo coloque los puntales (sartén) para asentar el trabajo, fije con clavos (de hierro) y no se moverá más'. El Maestro Constructor siguió su consejo y la torre se mantuvo bastante firme. Esto se debe a que los puntales clavados se rellenaron y unieron (todos los miembros) hacia arriba y hacia abajo, de modo que los seis planos (arriba y abajo, adelante y atrás, izquierda y derecha) se unieron mutuamente como la jaula del tórax. Aunque la gente podía caminar sobre los puntales, los seis planos se agarraban y se apoyaban entre sí, por lo que, naturalmente, no podía haber más movimiento. Todo el mundo reconoció la experiencia así demostrada.

En la siguiente cita, Shen Kuo describe las dimensiones y los tipos de arquitectura descritos en el libro de Yu Hao:

Los métodos de construcción de edificios se describen en el Manual de Carpintería, que, según algunos, fue escrito por Yu Hao. (Según ese libro), los edificios tienen tres unidades básicas de proporción, lo que está por encima de las vigas transversales sigue a la Unidad Alta, lo que está por encima de la planta baja sigue a la Unidad Media, y todo lo que está debajo (plataformas, cimentaciones, pavimentos, etc.) sigue a la Unidad de trabajo inferior. La longitud de las vigas transversales regirá naturalmente las longitudes de las vigas transversales superiores, así como las vigas, etc. Así, para una viga transversal (principal) de (8 pies) de longitud, una viga transversal superior de (3,5 m) pies) de longitud. (Las proporciones se mantienen) en salones más grandes y más pequeños. Este (2/28) es la Unidad Alta. Del mismo modo, las dimensiones de los cimientos deben coincidir con las dimensiones de las columnas a utilizar, como también las de las vigas (laterales)., etc. Por ejemplo, una columna (11 pies) de altura necesitará una plataforma (4,5 pies) de altura. Así también para todos los demás componentes, ménsulas, soportes, vigas salientes, otras vigas, todos tienen sus proporciones fijas. Todos estos siguen la Unidad Media (2/24). Ahora, debajo de las rampas (y escalones) hay tres tipos, empinados, tranquilos e intermedios. En algunos lugares, estos gradientes se basan en una unidad derivada de las camadas imperiales. Las rampas empinadas son rampas para ascender en las que los portadores anteriores y posteriores deben extender sus brazos completamente hacia abajo y hacia arriba respectivamente (relación 3/35). Las rampas fáciles son aquellas para las que los líderes utilizan la longitud del codo y la altura del hombro de los remolques (relación 1/38); los intermedios son negociados por los líderes con brazos extendidos y remolques a la altura de los hombros (relación 2/18). Estas son las Unidades Bajas. El libro (de Yu Hao) tenía tres capítulos. Pero los constructores en los últimos años se han vuelto mucho más precisos y hábiles (yen shan) que antes. Por lo tanto, desde hace algún tiempo, el antiguo Manual de Carpintería ha caído en desuso. Pero (desafortunadamente) casi nadie es capaz de escribir uno nuevo. ¡Hacer eso sería una obra maestra en sí misma!

### Botánica y zoología
Shen Kuo describió el insecto depredador natural de forma similar al gou-he ("larvas de perro") que se alimentaba de la plaga agrícola de zi-fang, la polilla Leucania separata:

En el período del reinado de Yuan-Feng (1078-1085), en la región de Qingzhou, un brote de insectos zi-fang causó graves daños a los cultivos en los campos en otoño. De repente, otro insecto apareció en enjambres de miles y decenas de miles, cubriendo toda el área del suelo. Tenía la forma de un gou-he (gusanos de perro) excavador de tierra , y su boca estaba flanqueada por pinzas. Siempre que se encontraba con un zi-fang , lo agarraba con las tenazas y partía a la pobre bestia en dos pedazos. En diez días, todo el zi-fang había desaparecido, por lo que la localidad tenía una cosecha abundante. Este tipo de insectos se conocen desde la antigüedad y la gente local los llama pang-bu-ken ("no permitir que otros [insectos] lo sean").

### Fenómenos naturales
Alrededor de 1078, Shen Kuo escribió una descripción precisa de los efectos dañinos de los rayos en los edificios y en los materiales específicos de los objetos en su interior. Tomando un punto de vista objetivo y especulativo, afirmó:

Una casa perteneciente a Li Shunju fue alcanzada por un rayo. Bajo los aleros se vio una luz resplandeciente. Todos pensaron que el salón se incendiaría, y los que estaban dentro se apresuraron a salir. Una vez que cesó el trueno, se descubrió que la casa estaba bien, aunque sus paredes y el papel de las ventanas estaban ennegrecidos. En ciertos estantes de madera, ciertos recipientes lacados con bocas de plata habían sido alcanzados por un rayo, de modo que la plata se había derretido y caído al suelo, pero la laca ni siquiera se quemó. Además, una valiosa espada hecha de acero fuerte.se había derretido hasta convertirse en líquido, sin que las partes de la casa cercanas se vieran afectadas. Uno hubiera pensado que la paja y la madera se habrían quemado primero, sin embargo, aquí estaban los metales derretidos y sin daños a la paja y la madera. Esto está más allá del entendimiento de la gente común. Hay libros budistas que hablan de "fuego de dragón", que arde más ferozmente cuando se encuentra con el agua en lugar de extinguirse con el agua como el fuego "humano".  La mayoría de la gente solo puede juzgar las cosas por las experiencias de la vida ordinaria, pero los fenómenos fuera del alcance de esto son realmente muy numerosos. Qué inseguro es investigar los principios naturales utilizando solo la luz del conocimiento común y las ideas subjetivas.

### "Sucesos extraños"
Un pasaje titulado "Sucesos extraños" contiene un peculiar relato de un objeto volador no identificado. Shen escribió que, durante el reinado del emperador Renzong (1022-1063), un objeto tan brillante como una perla sobrevolaba ocasionalmente la ciudad de Yangzhou por la noche, pero lo describieron primero los habitantes del este de Anhui y luego los de Jiangsu. Shen escribió que un hombre cerca del lago Xingkai observó este curioso objeto; supuestamente es:

... abrió su puerta y un torrente de luz intensa como rayos de sol salió disparado de ella, luego la capa exterior se abrió, pareciendo tan grande como una cama con una gran perla del tamaño de un puño iluminando el interior en blanco plateado. La intensa luz blanca plateada, disparada desde el interior, era demasiado fuerte para que la vieran los ojos humanos; proyectaba sombras de todos los árboles en un radio de diez millas. El espectáculo era como el sol naciente, iluminando de rojo el cielo y los bosques distantes. Entonces, de repente, el objeto despegó a una velocidad tremenda y descendió sobre el lago como el sol poniéndose.

Shen continuó diciendo que Yibo, un poeta de Gaoyou, escribió un poema sobre esta "perla" después de presenciarla. Shen escribió que dado que la "perla" a menudo aparecía alrededor de Fanliang en Yangzhou, la gente allí erigió un "Pabellón de la Perla" al borde del camino, donde la gente llegaba en bote con la esperanza de ver el misterioso objeto volador.

### Espadas
Alrededor de 1065, Shen Kuo escribió sobre los métodos de ensamblaje de espadas y los patrones producidos en el acero:

Los antiguos usaban chi kang, (acero combinado), para el borde, y jou thieh (hierro dulce) para la espalda, de lo contrario, a menudo se rompería. Un arma demasiado fuerte cortará y destruirá su propio filo; por eso es aconsejable utilizar únicamente acero combinado. En cuanto al efecto yu-chhang (intestinos de pescado), es lo que ahora se llama la espada de acero 'enrollada en forma de serpiente', o alternativamente, el 'diseño de pino'. Si cocinas un pescado completamente y le quitas las espinas, la forma de sus tripas se verá como las líneas de una 'espada enrollada en forma de serpiente'.

### Ropa china
Shen Kuo observó que los chinos, desde algunos siglos antes, habían adoptado por completo las modas bárbaras.

中國衣冠，自北齊以來，乃全用胡服。窄袖、緋綠短衣、長靿靴、有鞢帶，皆胡服也。窄袖利於馳射，短衣、長靿皆便於涉草。胡人樂茂草，常寢處其間，予使北時皆見之。雖王庭亦在深荐中。予至胡庭日，新雨過，涉草，衣褲皆濡，唯胡人都無所沾。帶衣所垂蹀躞，蓋欲佩帶弓劍、帨、算囊、刀勵之類。

La ropa de China desde el Qi del Norte [550–557] en adelante se ha convertido por completo en bárbara. Las mangas estrechas, las túnicas cortas de color rojo oscuro o verde, las botas altas y los adornos de cinturones de metal son atuendos bárbaros. Las mangas estrechas son útiles para disparar al galope. Las túnicas cortas y las botas altas son convenientes al pasar por la hierba alta. Todos los bárbaros disfrutan de la hierba espesa, ya que siempre duermen en ella. Los vi a todos hacerlo cuando me enviaron al norte. Incluso la corte del rey está en la hierba profunda. El día que llegué a la corte de los bárbaros habían pasado las nuevas lluvias y vadeé la hierba. Mi túnica y mis pantalones estaban empapados, pero los bárbaros no estaban mojados en absoluto. Con cosas que cuelgan de la bata y el cinturón, caminan. Quizás uno quiera colgar del cinturón artículos como un arco y una hoja, un pañuelo, un monedero o un cuchillo.

## Capítulos de libros
Sobre las humanidades:
- La vida oficial y la corte imperial (60 párrafos)
- Asuntos académicos y de examen (10 párrafos)
- Literario y artístico (70 párrafos)
- Ley y policía (11 párrafos)
- Militar (25 párrafos)
- Historias y anécdotas diversas (72 párrafos)
- Adivinación, magia y folclore (22 párrafos)

Sobre ciencias naturales:
- Sobre el I Ching, Yin y Yang, y 5 elementos (7 párrafos)
- Matemáticas (11 párrafos)
- Astronomía y calendario (19 párrafos)
- Meteorología (18 párrafos)
- Geología y mineralogía (17 párrafos)
- Geografía y cartografía (15 párrafos)
- Física (6 párrafos)
- Química (3 párrafos)
- Ingeniería, metalurgia y tecnología (18 párrafos)
- Ingeniería hidráulica y de riego (6 párrafos)
- Arquitectura (6 párrafos)
- Ciencias biológicas, botánica y zoología (52 párrafos)
- Artes agrícolas (6 párrafos)
- Medicina y farmacia (23 párrafos)

Ciencias humanísticas:
- Antropología (6 párrafos)
- Arqueología (21 párrafos)
- Filología (36 párrafos)
- Música (44 párrafos)

(Número total de párrafos = 584)

### Citas
1. ↑  John Makeham (2008). China: The World's Oldest Living Civilization Revealed. Thames & Hudson. p. 239. ISBN 978-0-500-25142-3.
2. ↑  En su biografía en el Dictionary of Scientific Biography (New York 1970–1990)
3. ↑  Sivin, III, 44.
4. ↑  Sivin, III, 44–45.
5. 1 2 3 4  Sivin, III, 45.
6. ↑  张家驹 (1962). 沈括. 上海人民出版社.
7. 1 2  Sivin (1995), III, 49.
8. ↑  Shen Gua (1031–1091) et les Sciences, Revue d'Histoire des Sciences et de Leurs Applications (1989)
9. ↑  Florilège des notes du Ruisseau des rêves (Mengxi bitan) de Shen Gua (1031–1095) por Jean-François Billeter y 31 de sus estudiantes de la Universidad de Ginebra, en Études Asiatiques (1993)
10. ↑  Needham, Volume 3, 618.
11. 1 2  Chan, 15.
12. ↑  Needham, Volume 3, 614.
13. 1 2  Needham, Volumen 3, 415–416.
14. ↑  Needham, Volume 3, 262.
15. ↑  Needham, Volumen 5, Parte 1, 201.
16. ↑  Ropp, 170.
17. ↑  Needham, Volumen 4, Parte 3, 141.
18. ↑  Needham, Volumen 4, 82–84.
19. 1 2  Needham, Volumen 6, Parte 1, 545.
20. ↑  Needham, Volume 3, 482.
21. ↑  Dong (2000), 69. (El profesor Zhang Longqiao, del Departamento de Chino del Colegio de Profesores de Pekín, que popularizó este relato en el Guang Ming Daily de Pekín el 18 de febrero de 1979, en un artículo titulado "¿Podría ser que un visitante del espacio exterior visitara China hace mucho tiempo?", afirma que es "una pista de que una nave voladora de algún otro planeta aterrizó una vez en algún lugar cerca de Yangzhou, en China").
22. ↑  Dong (2000), 69–70.
23. ↑  Dong (2000), 70–71.
24. ↑  "A History of Metallography" de Cyril Smith (1960)
25. ↑  "A History of Metallography" de Cyril Smith (1960) p. 45
26. ↑  Needham, Volumen 1, 136.